# شفرة منعكسة
الترميز المنعكس أو ترميز غراي للأعداد هي طريقة خاصة لتمثيل الأعداد ثنائيا. لتشفير غراي خاصية تجعل له أهمية في التطبيقات العملية وهي أنه لا يوجد عددان متتاليان ممثلان بطريقة غراي لهما ترميز متشابه، مما يجعل من هذه الطريقة في ترميز الأعداد محبذة في العدادات (خاصة عند الحالات العابرة) مثلا أو في الآلات التي من المهم فيها معرفة قيمة متغير معين إذا كان في حالة عابرة أو إذا كان من المهم جدا سهولة اكتشاف الأخطاء في الإشارات الثنائية (الرقمية). وهذه الخاصية تتمظهر في أن الفرق بين أي عدد وآخر يليه في تشفير غراي يكون في بت واحد فقط. أي أنك إذا وجدت عددين يختلفان في أكثر من بت فإن هذان العددان ليسا متتاليان. تم اختراع هذه الترميز من قبل فرانك غراي في مختبرات بل سنة 1947.

## التطبيقات
- - لا يستخدم ترميز غراي في العمليات الحسابية.
- لكنها تستخدم في :

1. وحدات الدخل والخرج.
2. التحويل الرقمي التشابهي.
3. وأيضا في الجمل المحيطية في الكومبيوتر.

مشفر ثنائي على تمثيل غراي لقياس الزوايا

## بناء الترميز
لبناء ترميز غراي ننطلق من العنصرين الأولين في المجموعة الثنائية ثم نضع عاكس في المرحلة الثانية كما
يلي:
0
1
______
1
0
وبالتالي حصلنا على أربع أعداد اثنان أصليان واثنان منعكسان. ثم نضع أصفار على يسار الأرقام
الأصلية وواحدات على يسار المنعكسة. كما هو مبين:
00
01
______
11
10
بذلك حصلنا على ترميز الأعداد من 0 وحتى 3، نكرر العملية السابقة للحصول على الترميز المطلوب
000
001
011
010
______
110
111
101
100
وهكذا.....

## التحويل من الترميز الثنائي إلى ترميز غراي
نتبع الخطوات التالية:
1. الخانة الأولى من اليسار في العدد الثنائي تبقى نفسها في ترميز غراي.
2. نجمع كل خانتين متجاورتين في العدد الثنائي للحصول على الخانة التالية في ترميز غراي مع

اهمال الحمل ان وجد. وكمثال على ذلك
1 1 0 1 1 0 1)Binary
```
Gray (1 1 1 0 1 1 0
```

## التحويل من ترميز غراي إلى الترميز الثنائي
1. الخانة الأولى من اليسار في ترميز غراي تبقى نفسها في العدد الثنائي.
2. نجمع قطريا الخانة الثنائية مع خانة ترميز غراي للحصول على الخانة الثنائية التالية مع

اهمال الحمل إن وجد. كما في المثال التالي :
(0 1 1 0 1 1 1)Gray
(1 1 0 1 1 0 1)Binary

## وصلات خارجية
- براءة الاختراع لغراي